# X Factor (România)
X Factor este o competiție românească televizată care își propune să găsească noi talente muzicale vocale. Emisiunea este difuzată de Antena 1 și face parte din franciza internațională The X Factor, al cărei format a fost creat în anul 2004 de Simon Cowell. „Factorul X” menționat în titlu se referă la o trăsătură indefinibilă care atrage calitatea de star.
Primul sezon al show-ului a început pe 17 septembrie 2011 și s-a terminat pe 1 ianuarie 2012, fiind câștigat de Andrei Leonte. Cel de-al doilea l-a avut câștigător pe Tudor Turcu și a debutat pe 23 septembrie 2012. Cel de al treilea sezon l-a avut câștigător pe Florin Ristei, cel de-al patrulea sezon a avut-o drept câștigătoare pe Adina Răducan, cel de-al cincilea sezon a fost câștigat de Florin Răduță, Olga Verbițchi cel de-al șaselea sezon, Jeremy Ragsdaleal șaptelea, iar Bella Santiago sezonul numărul opt.
Concurenții sunt selectați pe baza unor audiții cu public care au loc în săli de spectacole din diferite orașe mari ale României. Concurenții care au succes în audiții continuă să concureze în faza „taberei de pregătire” (denumită și „bootcamp”), apoi în faza „vizitelor la casele juraților” („judges' home visit”). Prin aceste etape, juriul triază calitativ concurenții astfel încât să existe câte patru în fiecare dintre cele patru categorii (inițial trei categorii): „fete”, „băieți”, „Peste 25 de ani” și „Grupuri”. Astfel, concurenții rămași trec în etapa galelor transmise în direct, în care publicul își votează preferații prin apeluri telefonice și mesaje scrise. Câștigătorul primește 200.000 de euro și un contract cu o casă de discuri.
În anul 2019, Antena 1 nu a mai reînnoit emisiunea X Factor pentru un nou sezon, dar anul 2020 a însemnat revenirea emisiunii, sezonul nouă fiind difuzat între 11 septembrie și 18 decembrie 2020.

## Format
Emisiunea "X Factor" a fost creată pentru a descoperi oameni, anonimi pentru noi, talentați în domeniul muzicii. Însă, ca să reușești să ajungi în galele live, și în Marea Finală, nu sunt suficiente doar calitățile vocale, ci e nevoie și de atitudine, prezența scenică, stofa de artist. Pe scurt, trebuie să fii un artist complet. 
Competiția se desfășoară în 5 etape:
1. Audiții la producători
2. Audiții în fața juriului
3. Tabăra de pregătire (cunoscută și ca Bootcamp)
4. Vizite la casele juraților
5. Galele live

Din sezonul 5 s-a sărit peste etapa vizitelor la casele juraților. Nu s-a mai continuat din sezonul 6, deoarece Carla's Dreams făcea parte din juriu și nu dorea ca identitatea lui să fie aflată. 

### Audiții
O primă rundă de audiții se desfășoară cu luni înainte de difuzarea emisiunii, în fața producătorilor, care selectează concurenții care urmează să apară în fața juriului. Versiunea televizată prezintă eronat procesul de alegere a concurenților prin faptul că se presupune că oricine poate participa în calitate de concurent la audițiile juriului și că nu există etapa audițiilor producătorilor.
Audițiile în fața juriului au loc în săli cu public. Dacă jurații sunt impresionați de prestația concurenților, oferă răspunsul „da” („nu” în caz contrar). Începând cu sezonul 5, doar concurenții care primesc 3 răspunsuri de DA vor trece în etapa următoare. Urmează o selecție a audițiilor în fața juriului — de obicei, cele mai bune, cele mai slabe și cele mai bizare — este difuzată în primele săptămâni.

### Tabăra de pregătire
Concurenții selectați la audiții sunt triați printr-o serie de interpretări muzicale în „tabăra de pregătire” (Boot-Camp) și la „casele juraților”, până când un număr redus de competitori ajung în etapa finalelor transmise în direct. În timpul acestor etape, producătorii alocă fiecărui jurat o categorie de care să se ocupe. La final, fiecare mentor are 4 concurenți.* Cei 12** finaliști sunt cazați în aceeași clădire pe durata participării lor la concurs. În „Casa X Factor”, aflată în București, stă și echipa de producție. Unele filmări din casă sunt difuzate și în timpul galelor televizate.
** Sezonul 2 reprezintă o excepție de la această regulă, luându-se pe moment decizia de a schimba numărul de concurenți de la 4 la 5.
** 15 în sezonul 2.

### Galele live
Galele constau, în sezonul 1, în câte două emisiuni live. Prima, difuzată sâmbăta, conținea prestațiile concurenților, iar a doua, difuzată duminica, dezvăluia rezultatele votului public, culminând cu eliminarea unui concurent. În sezonul 2, cele două emisiuni au fost combinate în una singură. Începând cu sezonul 3, s-a produs o schimbare de regulament făcuta de producătorul emisiunii, Simon Cowell, în care concurenții dintr-o categorie (de exemplu: categoria Deliei) vor fi votați, iar ultimii doi aflați în clasament sunt la duel. Numai mentorul are dreptul de a decide cu cine merge mai departe în competiție, iar ceilalți doi jurați pot doar să-l sfătuiască pe cel în cauză (de exemplu: Delia). În fiecare seară nu va pleca unul, ci trei concurenți și în sezonul 5 au fost 2 gale live, dintre care una este semifinala și după urmând finală.

#### Prestații
Fiecare concurent interpretează un cântec în fața publicului și a juriului, de obicei cântând acompaniat de un negativ și de dansatori. Atunci când numărul de concurenți este redus, aceștia trebuie să interpreteze câte două piese. Juriul face comentarii legate de prestația fiecărui concurent. În fiecare săptămână există o anumită temă pe care mentorii și concurenții trebuie să o respecte în alegerea pieselor. Liniile de votare sunt deschise la semnalul dat de prezentatori. Publicul își poate alege, astfel, favoriții.

#### Rezultate
În segmentul rezultatelor, concurenții rămași în competiție cântă o piesă de grup și sunt invitați și cântăreți celebri pentru a cânta pe scena X Factor, după care liniile de votare sunt închise.
- Sezonul 1: Cei doi concurenți care obțin cel mai mic număr de voturi intră la proba „duelului”. Aceștia interpretează, separat, câte o melodie. Juriul decide democratic cine rămâne în concurs, până în momentul în care rămân trei concurenți.
- Sezonul 2: Ultimul concurent în preferințele publicului părăsește concursul. Penultimul și antepenultimul intră la proba „duelului”. Aceștia interpretează, separat, câte o melodie. Juriul decide democratic cine rămâne în concurs, până în momentul în care rămân trei concurenți.
- Sezonul 3: Publicul decide clasamentul fiecarei categorii, si au doar 10-15 minute pentru a vota. Concurentii din ultimele doua locuri, din categoria lor, sunt supusi duelului si vor canta cate o piesa seperat, preparata special pentru duel. Numai mentorul are dreptul de a alege cu cine va merge mai departe in competitie, iar ceilalti doi jurati pot doar sa-i dea sfaturi.

#### Finala
În primele două finale s-au întrecut ultimii trei concurenți rămași în competiție. Începând cu sezonul 3, din ultimii șase concurenți din semifinală doi vor fi eliminați, cei patru trecând în faza următoare. Aici, după ce artiștii cântă câte două melodii, publicul poate vota. Primii doi din clasament urmează să facă parte din Marele Duel, în urma căruia este decis câștigătorul concursului. Câștigătorul este cel care obține cele mai multe voturi de la telespectatori. Acesta primește premiul în valoare de 200.000 de euro, oferit de Orange. Emisiunea este difuzată într-o singură seară și cuprinde și prestațiile, și rezultatele.

## eXtra Factor
În data de 10 iulie 2020, Antena 1 a anunțat lansarea unei emisiuni online din culisele show-ului X Factor numită chiar eXtra Factor . Emisiunea o va avea ca prezentatoare pe actrița Ilona Brezoianu, cunoscută pentru rolul secretarei Flori din serialul de comedie Mangalița și va putea fi urmărit săptămânal pe AntenaPlay.

## Rezumat câștigători
| Sezon | Debut              | Finală            | Câștigător      | Locul al doilea                        | Locul al treilea                       | Locul al patrulea*                     | Juriu                                                         |
| ----- | ------------------ | ----------------- | --------------- | -------------------------------------- | -------------------------------------- | -------------------------------------- | ------------------------------------------------------------- |
| 1     | 17 septembrie 2011 | 1 ianuarie 2012   | Andrei Leonte   | Alin Văduva                            | Iulian Vasile                          | T&L**                                  | Mihai Morar Paula Seling Adrian Sînă                          |
| 2     | 23 septembrie 2012 | 23 decembrie 2012 | Tudor Turcu     | Ioana Anuța                            | Natalia Selegean                       | Red**                                  | Dan Bittman Cheloo Delia Matache                              |
| 3     | 22 septembrie 2013 | 22 decembrie 2013 | Florin Ristei   | Alex Mațaev                            | Mădălina Lefter                        | Bogdan Bratiș                          | Dan Bittman Cheloo Delia Matache                              |
| 4     | 19 septembrie 2014 | 26 decembrie 2014 | Adina Răducan   | Alexandra Crișan                       | 69                                     | Alessio Paddeu                         | Ștefan Bănică Jr. Horia Brenciu Delia Matache                 |
| 5     | 17 septembrie 2015 | 27 decembrie 2015 | Florin Răduță   | Xenia Chitoroagă                       | B-52                                   | Bravissimo                             | Ștefan Bănică Jr. Horia Brenciu Delia Matache                 |
| 6     | 9 septembrie 2016  | 23 decembrie 2016 | Olga Verbitchi  | Raul Eregep                            | Alex Mladin                            | Marcel Roșca                           | Ștefan Bănică Jr. Horia Brenciu Carla's Dreams Delia Matache  |
| 7     | 10 septembrie 2017 | 22 decembrie 2017 | Jeremy Ragsdsle | Ad Libitum                             | Francesca Nicolescu                    | Teodora Sava                           | Ștefan Bănică Jr. Horia Brenciu Carla's Dreams Delia Matache  |
| 8     | 26 august 2018     | 23 decembrie 2018 | Bella Santiago  | Ioana Bulgaru                          | Cristian Moldovan                      | Doinița Ioniță                         | Ștefan Bănică Jr. Horia Brenciu Carla's Dreams Delia Matache  |
| 9     | 11 septembrie 2020 | 18 decembrie 2020 | Andrada Precup  | Sonia Mosca Adrian Petrache Super 4    | Sonia Mosca Adrian Petrache Super 4    | Sonia Mosca Adrian Petrache Super 4    | Ștefan Bănică, Jr. Loredana Groza Delia Matache Florin Ristei |
| 10    | 6 septembrie 2021  | 23 decembrie 2021 | Nick Casciaro   | Bryana Holingher Andrei Duțu Jomajii   | Bryana Holingher Andrei Duțu Jomajii   | Bryana Holingher Andrei Duțu Jomajii   | Ștefan Bănică, Jr. Loredana Groza Delia Matache Florin Ristei |
| 11    | 26 ianuarie 2025   | 27 aprilie 2025   | George Radu     | Sweet’n’Sour Bogdan Mihai Maia Fluture | Sweet’n’Sour Bogdan Mihai Maia Fluture | Sweet’n’Sour Bogdan Mihai Maia Fluture | Ștefan Bănică, Jr. Delia Matache Marius Moga Puya             |

- Locul al patrulea este inclus din sezonul 3. În primele două sezoane, T&L și Red nu au ajuns în finală, însă au fost ultimii eliminați înainte de finală.
- Numele câștigătorului și mentorului care l-a îndrumat sunt scrise cu litere îngroșate.

## Juriu
| Jurat             | Sezoane | Sezoane | Sezoane | Sezoane | Sezoane | Sezoane | Sezoane | Sezoane | Sezoane | Sezoane | Sezoane |
| Jurat             | 1       | 2       | 3       | 4       | 5       | 6       | 7       | 8       | 9       | 10      | 11      |
| ----------------- | ------- | ------- | ------- | ------- | ------- | ------- | ------- | ------- | ------- | ------- | ------- |
| Mihai Morar       |         |         |         |         |         |         |         |         |         |         |         |
| Paula Seling      |         |         |         |         |         |         |         |         |         |         |         |
| Adrian Sînă       |         |         |         |         |         |         |         |         |         |         |         |
| Cheloo            |         |         |         |         |         |         |         |         |         |         |         |
| Dan Bittman       |         |         |         |         |         |         |         |         |         |         |         |
| Delia Matache     |         |         |         |         |         |         |         |         |         |         |         |
| Horia Brenciu     |         |         |         |         |         |         |         |         |         |         |         |
| Ștefan Bănică Jr. |         |         |         |         |         |         |         |         |         |         |         |
| Carla's Dreams    |         |         |         |         |         |         |         |         |         |         |         |
| Loredana Groza    |         |         |         |         |         |         |         |         |         |         |         |
| Florin Ristei     |         |         |         |         |         |         |         |         |         |         |         |
| Marius Moga       |         |         |         |         |         |         |         |         |         |         |         |
| Puya              |         |         |         |         |         |         |         |         |         |         |         |

Legendă
     Jurat al emisiunii
     Câștigător al emisiunii

#### Mihai Morar (Sezonul 1)
Mihai Morar este un prezentator TV și un DJ de radio român cu peste 10 ani de experiență în domeniu, începându-și cariera la vârsta de 17 ani. Este unul dintre cei mai apreciați DJ de radio din România, lucrând în prezent la postul cu acoperire la nivel național Radio ZU. „Când voi găsi acea voce care să fie difuzată pe toate posturile de radio, iar și iar, veți înțelege cu adevărat ce înseamnă factorul X”, a spus Mihai Morar.

#### Paula Seling (Sezonul 1)
Cântăreața româncă Paula Seling a studiat de mică pianul și s-a afirmat rapid pe piața muzicală românească. În 2001, a fost declarată „Cea mai bună voce feminină” la Premiile Industriei Muzicale Românești și „Cea mai bună artistă într-un videoclip” la MTV Music Video Awards România. În 2002, a câștigat trofeul competiției „Cerbul de Aur”. După o serie de încercări nereușite de-a lungul anilor, Seling a câștigat Selecția Națională Eurovision împreună cu Ovidiu Cernăuțeanu și a reprezentat România la Concursul Muzical Eurovision 2010 cu piesa Playing with Fire, clasându-se pe locul al treilea într-o finală cu 25 de țări participante. Acceasta a fost succedată de o a doua participare la Eurovision 2014 cu piesa Miracle, clasându-se de această dată doar pe locul 12. 

#### Adrian Sînă (Sezonul 1)
Adrian Sînă este un cântăreț român, care și-a început cariera la vârsta de 16 ani. Din pasiune, muzica i-a adus o carieră de succes, piesele sale fiind cunoscute în România și în străinătate. A devenit celebru, fiind un component al formației Akcent. Primul album al acesteia, În culori (2002), a primit un disc de aur și unul de platină. „Dacă nu voi fi eu cel care găsește factorul X, consider că nu-mi voi fi îndeplinit cu succes misiunea”, a spus Adrian Sînă înaintea începerii primului sezon.

#### Dan Bittman (Sezoanele 2-3)
Dan Bittman este una dintre cele mai longevive și mai apreciate figuri ale muzicii românești. Este liderul formației de pop și pop-rock Holograf, alături de care a lansat pe piață 13 albume până în momentul în care s-a alăturat juriului X Factor. A reprezentat România cu piesa „Dincolo de nori” în cadrul Concursului Muzical Eurovision 1994, unde a acumulat 14 puncte, ocupând la final locul 21. Începând din 2001, este și prezentator TV.

#### Cheloo (Sezoanele 2-3)
Cheloo este un cântăreț de hip hop începând din 1994, lansând trei albume solo până în momentul în care s-a alăturat juriului X Factor, și fondatorul trupei Paraziții, alături de care a lansat 15 albume. Înainte de aceasta, a lucrat ca inginer de sunet. Critic al falselor valori morale și al formelor fară fond, stilul inconfundabil și controversat al lui Cheloo se remarcă prin puternicele mesaje sociale prin faptul că spune deschis ceea ce gândește.

#### Delia Matache (Din sezonul 2)
Delia este o cântăreață de muzică pop, dance și un nume important al lumii artistice românești. Ea a studiat flautul și pianul. A activat în formația N&D între anii 1999 și 2003, lansând 5 albume, după care și-a început cariera solo, lansând 4 albume până în momentul în care s-a alăturat juriului X Factor.

#### Ștefan Bănică Jr. (Din sezonul 4)
Ștefan Bănică Jr. este un cântăreț de muzică ușoară, rock, prezentator, moderator, personalitate remarcabilă TV, actor de film și teatru român. Este fiul celebrului actor Ștefan Bănică și al jurnalistei Sanda Vlad-Liteanu. A devenit faimos, având rolul principal în filmul Liceenii. Începând cu sezonul al patrulea face parte din juriul X Factor.

#### Horia Brenciu (Sezoanele 4-8)
Horia Brenciu și-a făcut debutul la numai 18 ani, în anul 1990, în trupa Apropo, pe vremea respectivă cântând la pian, și abia mai târziu remarcându-se vocal. Prima sa apariție televizată a avut loc în vara anului 1993, în producția TVR Concurs de seducție, realizată pe litoral, la Costinești. Concurând cu alți doi tineri, Brenciu a câștigat întâietarea pentru favorurile Marinei Scupra. El a mai fost jurat la Vocea României până în sezonul 3, moment în care s-a alăturat juriului X Factor, rămânând din sezonul 4 până în sezonul 8, până când s-a întors în sezonul 9 la Vocea României.

#### Carla's Dreams (Sezoanele 6-8)
Carla's Dreams este o formație muzicală din Republica Moldova. Trupa este un grup anonim de vocaliști și compozitori care interpretează melodii în limbile română, rusă și engleză. Înființată în orașul Chișinău, Carla's Dreams combină mai multe stiluri muzicale printre care, cele mai recunoscute sunt hip hop, jazz, rock și pop.

#### Loredana Groza (Sezoanele 9-10)
Loredana Groza este o cântăreață de muzică ușoară din România, actriță, compozitoare, prezentatoare TV, autoare, dansatoare. Și-a început cariera la Onești. Albumul său de debut Bună seara, iubito, a fost lansat în 1988, piesa cu același nume fiind una din cele mai cunoscute piese ale ei. În 2002, inspirată de succesul albumului Agurida, Loredana decide să reinterpreteze melodii din perioada interbelică, care fac parte din albumul live Zaraza–vânzătoarea de plăceri lansat în decembrie 2002.

#### Florin Ristei (Sezoanele 9-10)
Florin Ristei este un cântăreț și prezentator de televiziune român. Piesa sa de debut se numește „Dana”, cu care a intrat în topurile muzicale. Este câștigătorul concursului de talente X Factor sezonul 3 (în 2013). Alături de Diana Munteanu, a prezentat emisiunea Prietenii de la 11, difuzată pe Antena 1.

## Prezentatorii și alți componenți ai personalului
Prezentatorii emisiunii au fost în nouă din 11 sezoane Răzvan Simion și Dani Oțil, cunoscuți pentru matinalul prezentat de ei la Național TV și, mai târziu, la Antena 1, Neatza cu Răzvan și Dani. În sezonul al optulea, emisiunea a fost prezentată de Mihai Bendeac și Vlad Drăgulin, iar pentru sezonul 11, prezentator este Mihai Morar care revine în emisiune după rolul de jurat în primul sezon. 
Coregraful emisiunii în sezonul 1 a fost Tonkins Anderson, fiind înlocuit în sezonul 2 cu Daniela Luca. Crina Mardare a îndeplinit începând cu sezonul 1 rolul de antrenor vocal până în prezent , alăturându-i-se doar în sezonul 2 Raluca Leoacă și Mihaela Cernea.

## Categorii
În fiecare sezon, fiecărui jurat i se alocă o categorie pentru care să fie mentor. Tabelul indică felul în care au fost împărțite categoriile și concurenții aleși de mentori pentru galele live.
Legendă:      – Câștigătorul și categoria lui. Învingătorul este scris îngroșat; concurenții eliminați sunt scriși cu litere reduse ca mărime.
| Sezon | Adrian Sînă                                                                                      | Paula Seling                                                    | Mihai Morar                                                                         | N/A                                                            |
| ----- | ------------------------------------------------------------------------------------------------ | --------------------------------------------------------------- | ----------------------------------------------------------------------------------- | -------------------------------------------------------------- |
| 1     | Peste 25 de ani Alin Văduva Iulian Vasile Diana Hetea Cristian Parmac                            | Grupuri T&L Duo Voice Refresh X-treme                           | 16-24 ani Andrei Leonte Irina Florea Antonia Filip Ovidiu Nae                       | N/A                                                            |
| 2     | Dan Bittman                                                                                      | Delia Matache                                                   | Cheloo                                                                              | N/A                                                            |
| 2     | 16-24 ani Ioana Anuța Iulia Manolache Tudor Toduț Nadir Tamuz Ráduly Botond                      | Grupuri Red Nord X Station 4 2B R Family                        | Peste 25 de ani Tudor Turcu Natalia Selegean Dragoș Udilă Ioan Man Iulia Glăvan     | N/A                                                            |
| 3     | Dan Bittman                                                                                      | Cheloo                                                          | Delia Matache                                                                       | N/A                                                            |
| 3     | 14-20 ani Mădălina Lefter Bogdan Bratiș Florena Țicu-Șandro Ana-Maria Mihăieș Ruxandra Tomulesei | Grupuri Double X November Bruiaj Căminu' 16 Quattro             | Peste 20 de ani Florin Ristei Alex Mațaev Oana Muntean Paolo Lagana Dumitru Botnaru | N/A                                                            |
| 4     | Horia Brenciu                                                                                    | Delia Matache                                                   | Ștefan Bănică Jr.                                                                   | N/A                                                            |
| 4     | 14-20 ani Adina Răducan Sergiu Braga Cristian Goaie Monica Saninno                               | Grupuri Trupa 69 Alessio Paddeu Contrast R-Twins                | Peste 20 de ani Alexandra Crișan Nicoleta Nucă Alex Florea Miruna Buza              | N/A                                                            |
| 5     | Horia Brenciu                                                                                    | Delia Matache                                                   | Ștefan Bănică Jr.                                                                   | N/A                                                            |
| 5     | Grupuri Tomato B52 Bravissimo                                                                    | Peste 20 de ani Andrei Ioniță Alex Vasilache Anastasia Ursu     | 14-20 ani Florin Răduță Xenia Chitoroagă Endy Glikman Erika Isac                    | N/A                                                            |
| 6     | Horia Brenciu                                                                                    | Delia Matache                                                   | Ștefan Bănică Jr.                                                                   | Carla's Dreams                                                 |
| 6     | Peste 24 de ani Marcel Roșca Loredana Anghelache                                                 | Băieți Raul Eregep Alex Mladin Emilian Nechifor                 | Grupuri 3 O'Clock Apollo                                                            | Fete Olga Verbițchi Izabela Simion                             |
| 7     | Horia Brenciu                                                                                    | Delia Matache                                                   | Ștefan Bănică Jr.                                                                   | Carla's Dreams                                                 |
| 7     | Peste 24 de ani Jeremy Ragsdale Katerina Biehu                                                   | Fete Francesca Nicolescu Teodora Sava Alina Mocanu              | Băieți Pierluca Salvatore Anton Banaghan                                            | Grupuri Ad Libitum Flashback                                   |
| 8     | Horia Brenciu                                                                                    | Delia Matache                                                   | Ștefan Bănică Jr.                                                                   | Carla's Dreams                                                 |
| 8     | Grupuri Vox Diamonds                                                                             | Peste 24 de ani Bella Santiago Cristian Sanda Cristina Vasopolu | Fete Ioana Bulgaru Doinița Ioniță                                                   | Băieți Cristian Moldovan Alexandru Stremițeanu                 |
| 9     | Florin Ristei                                                                                    | Delia Matache                                                   | Loredana Groza                                                                      | Ștefan Bănică Jr.                                              |
| 9     | Grupuri Super 4 Tiny Tigers                                                                      | Peste 24 de ani Sonia Mosca Alina Dincă                         | Băieți Adrian Petrache Iulian Selea                                                 | Fete Andrada Precup Alexandra Sîrghi                           |
| 10    | Florin Ristei                                                                                    | Delia Matache                                                   | Loredana Groza                                                                      | Ștefan Bănică Jr.                                              |
| 10    | Fete Bryana Holingher Betty Iordăchescu                                                          | Grupuri Omajii The Jazzy Jo Experience                          | Peste 24 de ani Nick Casciaro Stefan J. Doyle                                       | Băieți Andrei Duțu Ionuț Hanțig                                |
| 11    | Marius Moga                                                                                      | Puya                                                            | Delia Matache                                                                       | Ștefan Bănică Jr.                                              |
| 11    | Băieți George Radu Pantaleo Fabrizio Titto Florin Ciobanu                                        | Grupuri Sweet’n’Sour Taking Back August 4Strofa                 | Fete Maia Fluture Georgiana Costache Diana Stănciuleasa                             | Peste 24 de ani Irina Serafimciuc Ștefan Munteanu Bogdan Mihai |